# Crazy Train
Crazy Train is een single uit 1980 van Ozzy Osbourne.
De eerste gitaarriff van dit nummer en de gitaarsolo van Randy Rhoads eindigde op de 9e plaats van de 100 beste gitaarsolo's van het blad Guitar World, dat gemiddeld zo'n 25 miljoen lezers heeft.
Het nummer gaat vooral over de 'gekte' in de wereld die Ozzy ervaart en de miljoenen mensen die als vijanden van elkaar leven.
In 1987 werd het nummer ook live uitgegeven als single van het album Randy Rhoads Tribute, naar aanleiding van de tragische dood van Randy Rhoads, precies vijf jaar eerder in 1982. Op de B-kant staat de originele versie van het album Blizzard of Ozz.
Later, in 1997, werd het nummer door de toenmalige buurman van de Osbournes in Beverly Hills 90210, Pat Boone, gecoverd op het album No More Mr. Nice Guy en de cover werd later gebruikt als herkenningsmelodie en soundtrack van de populaire realitysoap The Osbournes.

## Hits
| Jaar | Titel         | Positie      | Positie              | Positie          | Album           |
| ---- | ------------- | ------------ | -------------------- | ---------------- | --------------- |
| Jaar | Titel         | U.S. Hot 100 | U.S. Mainstream Rock | UK Singles Chart | Album           |
| 1980 | "Crazy Train" | -            | nr. 9 (platina)      | nr. 49           | Blizzard of Ozz |

## Bandleden
- Ozzy Osbourne - zang
- Randy Rhoads - gitaar
- Bob Daisley - basgitaar
- Lee Kerslake - drums